# Cầu thang lâu đài, Praha

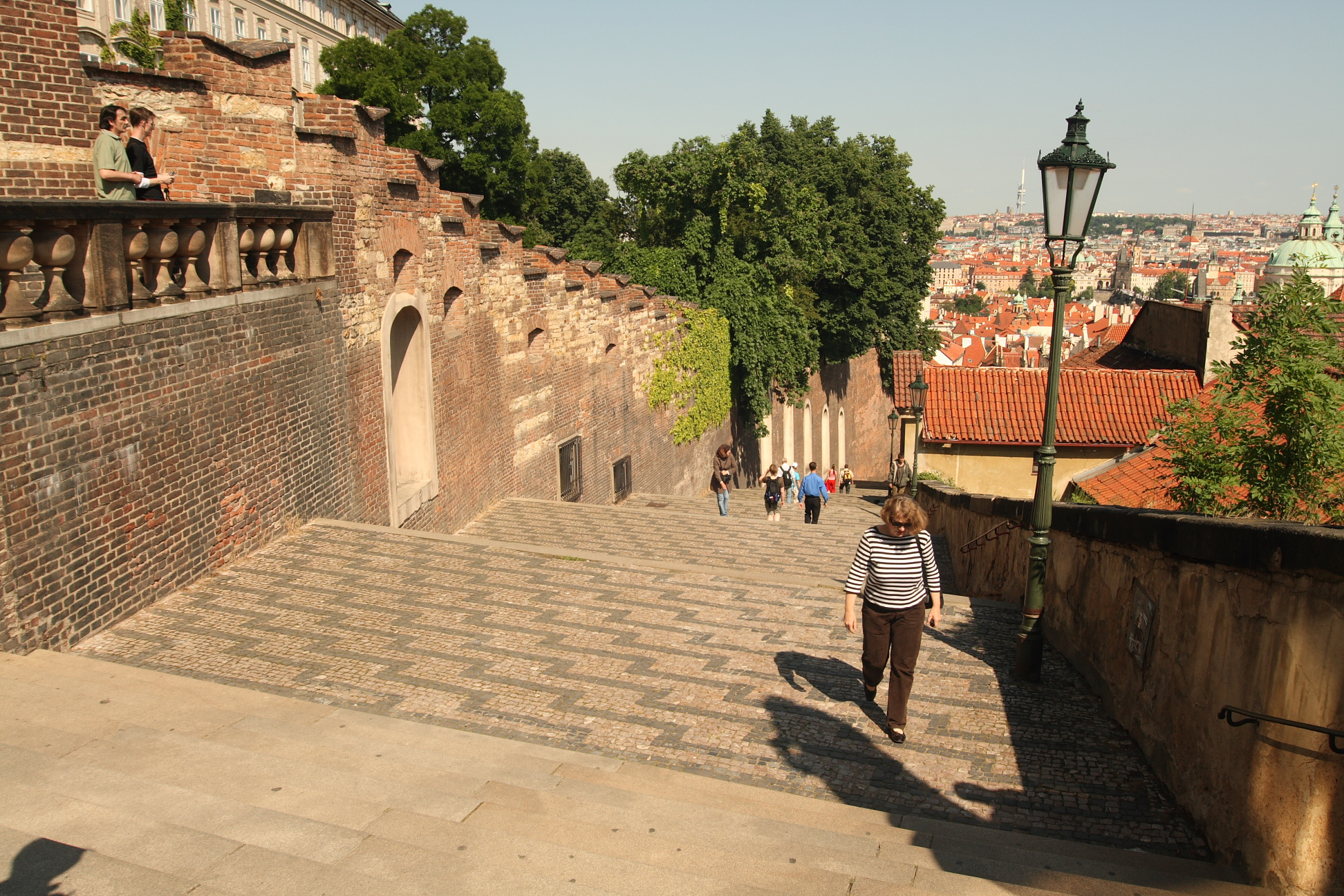
Cầu thang lâu đài, Praha (2008).

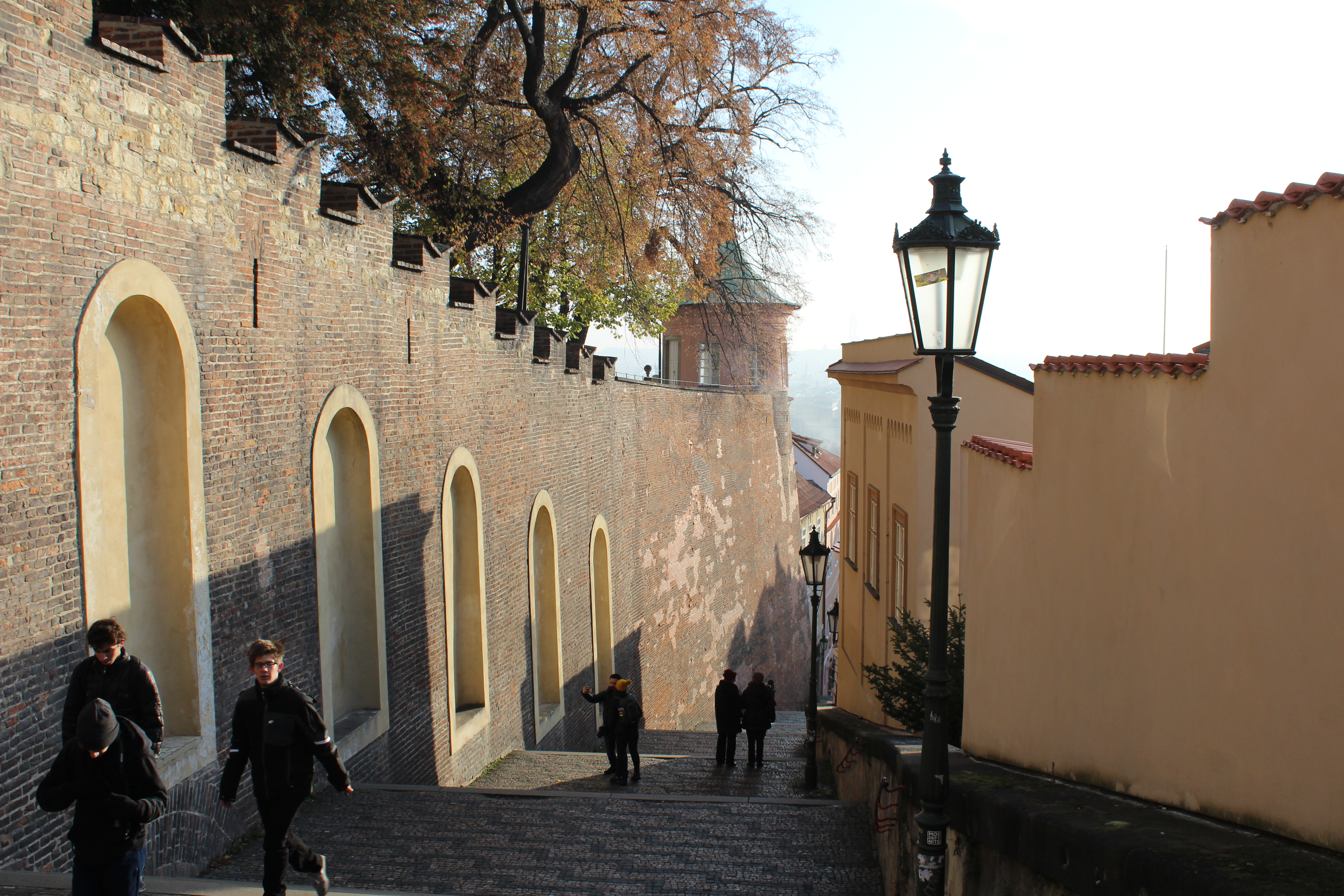

Cầu thang lâu đài, hay Cầu thang lâu đài mới ở Praha (tiếng Séc: Zámecké schody, hoặc Nové zámecké schody) là một cầu thang công cộng dành cho người đi bộ, nối từ phố Thunovská thuộc Phố nhỏ đến quảng trường Hradčany ở phía Nam lâu đài Praha, Cộng hòa Séc.

## Lịch sử

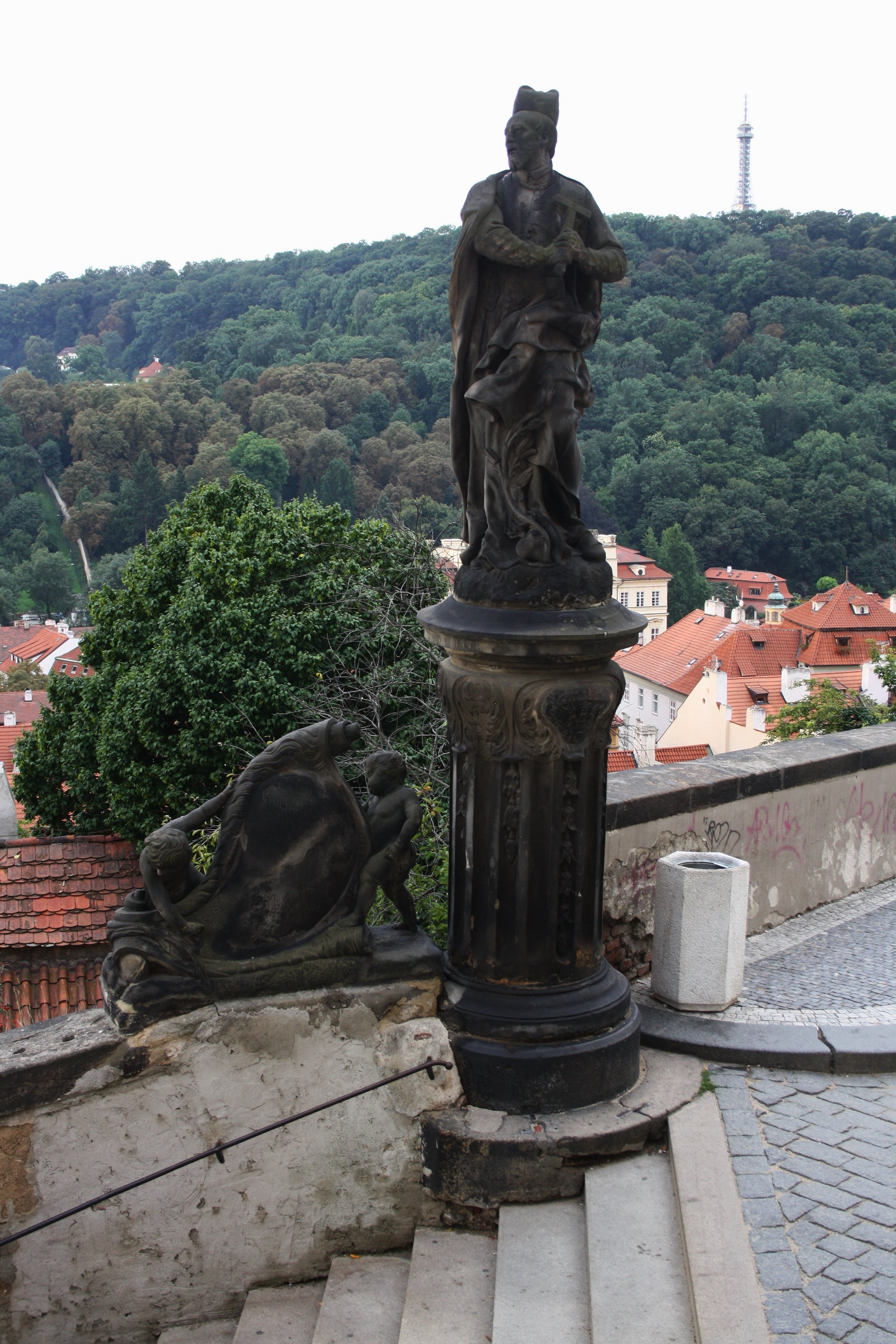
Tượng đài Thánh Philip Neri (2011).

Cầu thang lâu đài ở Praha có nguồn gốc từ một con đường dốc thời Trung cổ (được các văn bản lịch sử nhắc đến vào năm 1278). Con đường này bắt đầu được gọi là Bậc thang (Stupně) vào thế kỷ 14. Tuy nhiên, Cầu thang lâu đài với dáng vẻ như hiện nay được hình thành vào giữa thế kỷ 17, do kiến trúc sư Josip Plečnik thiết kế. Cầu thang trải qua một lần trùng tu vào giai đoạn 1970 - 1972.

## Tên gọi
- Thời Trung cổ: Đường Dốc  (Strmá cesta)
- Thế kỷ 14: Bậc thang (Stupně)
- Năm 1829: Cầu thang lâu đài (Zámecké schody)
- Năm 1870: Cầu thang lâu đài mới (Nové zámecké schody)
- Hiện nay: Cầu thang lâu đài (Zámecké schody)

## Khám phá
- Trên phần tường chắn của Cầu thang lâu đài có đặt Tượng đài Thánh Philip Neri.
- Giải đua xe đạp leo núi quốc tế Prague Stairs diễn ra thường niên ở đây.[3]